# 黎高穎怡
黎高穎怡，JP（1958年9月16日—），香港公務員，官至首長級甲一級政務官，退休前為公務員事務局常任秘書長。

## 簡介
黎高穎怡1981年於香港大學畢業，主修地理，同年8月加入政府為政務主任，並於1999年1月晉升為首長級乙一級政務官、2001年1月晉升為首長級甲級政務官，最後於2004年9月晉升為首長級甲一級政務官。二十五年的公務員生涯當中，黎高穎怡一直平步青雲，歷任政府各大重要部門首長。
黎高穎怡信奉基督教。

### 殖民地政府時期（1981年—1997年）
曾在多個決策局及部門服務，包括前市政事務署、前醫務衞生署、前政務總署、前教育統籌科、懲教署、前財政科及前公務員事務科。她於1995年12月獲任命為前貿易署副署長。

### 財經事務局副局長時期（1997年4月—2000年12月）
在1997年亞洲金融風暴期間，許仕仁出任財經事務局局長，黎高穎怡即是他的副手，協助他整頓金融市場秩序，其能幹表現，受盡官場及業內人士好評。

### 公務員事務局常任秘書長時期（2003年2月—2006年2月）
在2003年，她由首長薪級第六級的旅遊事務專員，晉升為最年輕的首長薪級第八級的公務員事務局常任秘書長。公務員事務局常任秘書長這個職位向來被視為政務官之首，黎高穎怡亦有「AO一姐」之稱，她在公務員系統中亦備受好評，被暱稱為「Ca姐」（她的英文名是Rebecca），是其中一位備受尊敬的高官。
接掌公務員事務局後，黎高穎怡一直備受重用，例如2005年政府就安排她負責安排整個神六太空人訪港的接待工作；在「維港巨星匯」一事中，又曾參與處理投資推廣署署長盧維思的失職聆訊委員會。不過，當中最艱巨的「任務」，就是自2004年開始的公務員減薪事件，黎高穎怡一直協助當時公務員事務局局長王永平，處理過兩次減薪、裁員，以及調整薪酬報告等議題，期間經歷過不少風雨。

### 公務員事務局常任秘書長（專責事務）時期（2006年2月—2006年6月）
香港政府在2006年1月25日宣佈，她將於2006年7月離職，結束其25年公職生涯。在2006年2月，黃灝玄出任公務員事務局常任秘書長後，她出任職銜為公務員事務局常任秘書長（專責事務）的編外職位，專責為政府推行五天工作制和政務職系招聘工作。

### 政務司司長辦公室常任秘書長（專責事務）時期（2006年6月—2007年8月）
她於2006年6月起調派政務司司長辦公室，出任常任秘書長（專責事務）。她將會負責協調明年的香港主權移交十周年大型慶祝活動之前期工作，並延至2007年8月才離職。

### 復出擔任曾俊華競選辦公室主任（2017年1月—2017年3月）
黎高穎怡於2017年1月19日出任曾俊華競選辦公室主任。

## 外部連結
- 黎高穎怡將離開政府(香港政府新聞稿)（页面存档备份，存于）
- 協助回歸10周年統籌 黎高穎怡延至8月離任